# Mihai Covaliu
Mihai Claudiu Covaliu (Brașov, 5 november 1977) is een Roemeens schermer.
Covaliu werd in 2000 olympisch kampioen met de sabel, in 2005 werd hij wereldkampioen. Tijdens de Olympische Zomerspelen 2008 won hij de bronzen medaille. In 2016 werd Covaliu verkozen tot voorzitter van het Roemeens Olympisch Comité.

## Resultaten

### Olympische Zomerspelen
| Jaar | Plaats  | Resultaten              |
| ---- | ------- | ----------------------- |
| 1996 | Atlanta | 25e sabel 7e sabel team |
| 2000 | Sydney  | sabel 4e sabel team     |
| 2004 | Athene  | 7e sabel                |
| 2008 | Peking  | sabel                   |

### Wereldkampioenschappen schermen
| Jaar | Plaats   | Resultaten |
| ---- | -------- | ---------- |
| 2001 | Nimes    | sabel team |
| 2002 | Lissabon | sabel      |
| 2003 | Havana   | sabel      |
| 2005 | Leipzig  | sabel      |

1896: Ioannis Georgiadis ·
1900: Georges de la Falaise ·
1904: Manuel Díaz ·
1906: Ioannis Georgiadis ·
1908: Jenő Fuchs ·
1912: Jenő Fuchs ·
1920: Nedo Nadi ·
1924: Sándor Pósta ·
1928: Ödön Tersztyánszky ·
1932: György Piller ·
1936: Endre Kabos ·
1948: Aladár Gerevich ·
1952: Pál Kovács ·
1956: Rudolf Kárpáti ·
1960: Rudolf Kárpáti ·
1964: Tibor Pézsa ·
1968: Jerzy Pawłowski ·
1972: Viktor Sidjak ·
1976: Viktor Krovopoeskov ·
1980: Viktor Krovopoeskov ·
1984: Jean-François Lamour ·
1988: Jean-François Lamour ·
1992: Bence Szabó ·
1996: Stanislav Pozdnjakov ·
2000: Mihai Covaliu ·
2004: Aldo Montano ·
2008: Zhong Man ·
2012: Áron Szilágyi ·
2016: Áron Szilágyi ·
2020: Áron Szilágyi ·
2024: Oh Sang-uk